# テレポートTNC
『テレポートTNC』（テレポートティーエヌシー）は、1978年10月2日から1984年9月28日まで6年間、テレビ西日本が平日夕方6時台に生放送していた福岡県向けのローカルワイドニュース番組である。

## 番組概要
- テレビ西日本初のローカルワイドニュース番組である。

- 当初はフジテレビ発の全国ニュース『FNNニュースレポート6:00』直後の18:30 - 18:45に放送されていたが、後に放送時間が18:55までに変更された。

- スタート当初からほぼ4年間にはテーマ曲として The Sal Soul Orchestra (サルソウル・オーケストラ) の「Alpha Centuri（アルファ・センチュリー）」を起用していた。

- 天気予報のBGMには、クロード・ドビュッシー作曲の「2つのアラベスク第1番」が使われていた。

- 番組の終了後、替わってフジテレビ発の『FNNスーパータイム』を内包した後継番組『FNN TNCスーパータイム NEWS&SPORTS』がスタートした。

## 歴代出演者

### メインキャスター
- 明石哲也（当時TNCアナウンサー）
- 稲坂硬一（当時TNC報道部記者）
- 樋口教高
- 高橋幸平

### アシスタント
- 花村多恵子（当時TNC契約キャスター）

### コメンテーター
- 益田憲吉（当時西日本新聞解説委員長）

## 放送時間
いずれもJST。
- 月曜日 - 金曜日 18:30 - 18:45（1978年10月2日 - 1980年3月28日）
- 月曜日 - 金曜日 18:30 - 18:55（1980年3月31日 - 1984年9月28日）